# Bataille de Damasak
Insurrection de Boko Haram
La bataille de Damasak a lieu du 9 au 17 mars 2015 pendant l'insurrection de Boko Haram.

## Prélude
Depuis le 24 novembre 2014, la ville de Damasak (en), située sur la frontière avec le Niger est tenue par les forces de Boko Haram. Le 8 mars 2015, alors que la veille Boko Haram a annoncé son allégeance à l'État islamique, les armées tchadiennes et nigériennes franchissent le pont de Doutchi, près de Diffa, et lancent une offensive contre les djihadistes,,,,. Plus de 200 véhicules militaires entrent au Nigeria, d'autres troupes franchissent la frontière plus à l'est, du côté de Bosso et près de Diram

## Déroulement
Le 9 mars, les militaires tchadiens et nigériens font mouvement sur la ville Damasak. Cependant les forces tchadiennes et nigériennes  se heurtent à une forte résistance des djihadistes embusqués dans les bois. Les militaires progressent lentement et doivent déminer de nombreuses zones piégées par les hommes de Boko Haram,.
Lors des combats, les djihadistes retiennent 400 à 500 femmes et enfants de Damasak. Ces derniers avaient été capturés lors de la prise de la ville le 24 novembre 2014. Une cinquantaine sont massacrés, les djihadistes emmènent les autres avec eux lorsqu'ils abandonnent la ville,,,,.
Le matin du 17 mars, 2 000 soldats tchadiens et nigériens lancent l'assaut sur Damasak qui est prise après sept heures de combats.

## Pertes
Le 9 mars, l'AFP indique que selon une source sécuritaire tchadienne, les pertes de Boko Haram seraient d'environ 200 morts contre 10 soldats tchadiens tués et 20 blessés, tandis qu'une source hospitalière à Diffa parle de 33 militaires blessés, sans donner de précision sur leurs nationalités,. Reuters évoque également cinq militaires nigériens tués d'après des sources militaires.
Le 19 mars, le porte-parole de l'armée nigérienne, le colonel Moustafa Ledru, affirme que l'offensive, baptisée « Opération Maï Dounama », a fait 228 morts dans les rangs de Boko Haram contre 1 tué et 8 blessés du côté des forces nigériennes.
Le 20 mars, après leur victoire les militaires tchadiens et nigériens découvrent un charnier au nord de Damasak contenant environ une centaine de corps, dont des vieillards, des femmes et des enfants,. D'autres cadavres sont découverts les jours suivants, notamment dans le lit de la rivière Damasak alors à sec. Selon de nouvelles estimations, le bilan pourrait aller jusqu'à 400 morts et le massacre aurait eu lieu en janvier.

### Vidéographie
- [vidéo] Offensive du Niger et du Tchad : "L’objectif est de nettoyer le nord-est du Nigeria de Boko Haram", France 24, 9 mars 2015.
- [vidéo] Chad and Niger troops retake Nigerian town from Boko Haram, Reuters, 19 mars 2015.
- [vidéo] Boko Haram Abductions and Massacre in Damasak, Nigeria, Human Right Watch, 29 mars 2016.

### Photographies
- Boko Haram : une centaine de corps découverts dans une fosse commune à Damasak, photographies de l'agence Reuters.